# Boninoleiops kitajimai
Boninoleiops kitajimai är en skalbaggsart som beskrevs av Hasegawa och Makihara 2001. Boninoleiops kitajimai ingår i släktet Boninoleiops och familjen långhorningar. Inga underarter finns listade.